# Aspitates sterrharia
Aspitates sterrharia är en fjärilsart som beskrevs av Otto Staudinger 1895. Aspitates sterrharia ingår i släktet Aspitates och familjen mätare. Inga underarter finns listade i Catalogue of Life.